# Anders Johan Hornborg
Anders Johan Hornborg, född den 21 december 1821 i Alastaro socken, död den 8 december 1883 i Borgå, var en finländsk biskop.
Hornborg blev student 1841, filosofie kandidat och magister 1844, vice notarie vid Åbo domkapitel 1846 och teologie kandidat 1858. Han prästvigdes samma år. Hornborg blev teologie licentiat 1860 och doktor 1863. År 1864 utnämndes han till lektor i grekiska vid Åbo gymnasium, blev 1867 kyrkoherde i Sankt Michel, 1876 i Helsingfors, 1878 domprost i Borgå och samma år biskop i Borgå stift. Hornborg anlitades mycket i offentliga värv. Åren 1851–1856 tjänstgjorde han som sekreterare i de fyra kommittéerna för ny kyrkolag, psalmbok, katekes och handbok samt var vid lantdagarna 1863–1864 och 1867 prästeståndets sekreterare. Vid lantdagarna 1872 och 1877–1878 utövade Hornborg inom prästeståndet mycket inflytande, och vid 1882 års lantdag intog han talmansstolen i sitt stånd. År 1877 valdes han till ordförande i allmänna besvärsutskottet, och 1879–1880 var han ordförande i den stora finska skolkommittén. Åren 1848–1852 redigerade Hornborg Åbo tidningar. Dessutom utgav han Åbo erkestifts matrikel (1854), Den finska kyrkans barndopsritual (1860, specimen för teologie doktorsgrad), Statistisk och biografisk matrikel öfver församlingarna och presterskapet i Finland (1873) med mera.